# Elliott Randall

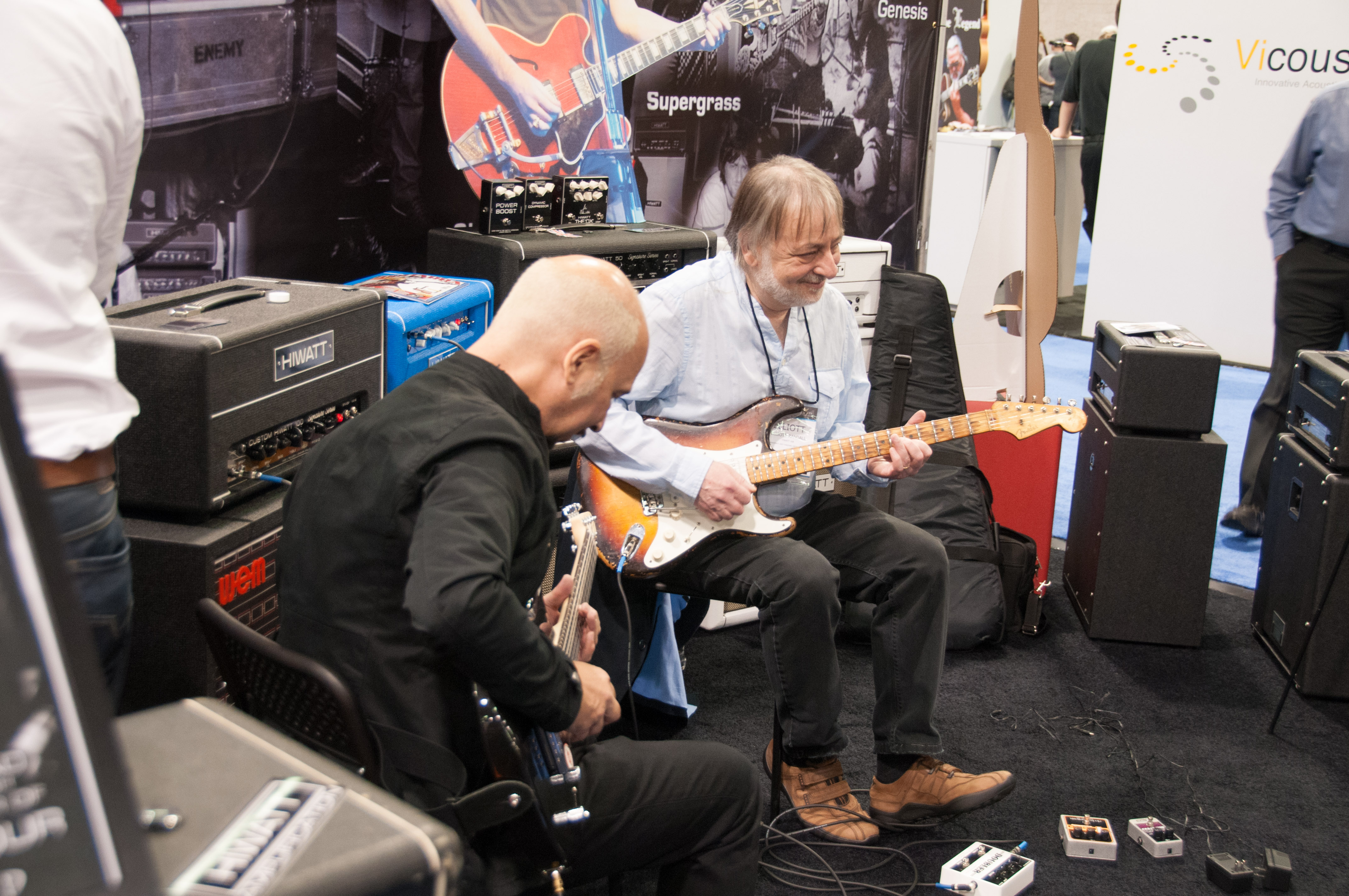
Elliott Randall (rechts, 2014)

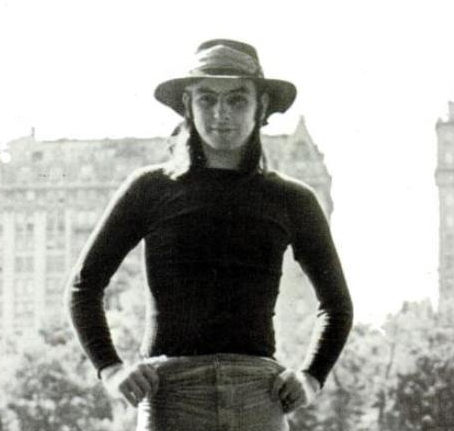
Elliott Randall (1970)

Elliott Randall (* 1947) ist ein Rockgitarrist, der durch seine Arbeit mit Steely Dan bekannt wurde.
Randall spielte 1972 Gitarrensolo in Steely Dans Reelin’ in the Years, das von den Lesern des Guitar World Magazins auf Platz 40 der besten Gitarrensolos gewählt wurde. Jimmy Page, der Gitarrist von Led Zeppelin, hat dieses Gitarrensolo als sein Lieblingssolo aller Zeiten bezeichnet.
1980 spielte er das Solo auf Fame.

## Werdegang
Randall lernte erst Klavier und wechselte mit 9 Jahren zur Gitarre. 1963 lernte er Richie Havens kennen, 1968 dann Donald Fagen und Walter Becker. Dieser Kontakt führte 1972 zu seiner Mitarbeit beim ersten Steely Dan Album Can’t Buy a Thrill. Obwohl er die Einladung ablehnte, ständiges Mitglied von Steely Dan zu werden, spielte er auch auf den Alben Katy Lied (1975) und The Royal Scam (1976), wo er je ein Solo auf Sign in Stranger und Green Earrings spielte.
Randall wurde zum gefragten Live-Musiker und spielte mit Jeff Baxter, den Doobie Brothers, Carly Simon, Peter Frampton, Asia und anderen.

## Veröffentlichungen

### CD
- Randall's Island, 1970 Polydor
- Rock 'n' Roll City, 1973 Polydor
- Randall's New York, 1977 Kirshner[5]
- Take the Fall, 2007 Private Collection Records
- Heartstrings

### Soundtracks
- Blues Brothers, 1980
- Fame – Der Weg zum Ruhm, 1980
- Heart of Dixie, 1989
- Looking for an Echo, 2000

### Weitere (Auswahl)
- Can’t Buy a Thrill (1972) – Steely Dan
- Katy Lied (1975) – Steely Dan
- The Royal Scam (1976) – Steely Dan
- Gene Simmons (1978) – Gene Simmons
- Connections (1980) – Richie Havens
- It’s Alright (I See Rainbows) (1982) – Yoko Ono
- Hello Big Man (1983) – Carly Simon
- Milk and Honey (1984) – John Lennon
- Animals' Christmas (1986) – Art Garfunkel/Amy Grant
- Walking on Thin Ice (1992) – Yoko Ono
- Arena (1996) – Asia

### Video
- On Guitar (1992)